# مراكز التعلم كيندركير
مراكز التعلم كيندركير هي مشغل أمريكي لمنشآت رعاية الأطفال الهادفة للربح وتعليم الطفولة المبكرة تأسست في عام 1969 وتملكها حاليًا كيندركير KinderCare ومقرها في بورتلاند بولاية أوريغون. تقدم الشركة برامج تعليمية للأطفال من سن ستة أسابيع إلى 12 سنة. كيندركير هي ثالث أكبر شركة خاصة يقع مقرها الرئيسي في ولاية أوريغون. سُجل في 39 ولاية ومقاطعة كولومبيا حوالي 200000 طفل في أكثر من 1600 مركز مجتمعي لتعليم الطفولة المبكرة، في أكثر من 600 برنامج قبل وبعد المدرسة، وأكثر من 100 مركز برعاية أصحاب العمل.

## التاريخ

### التأسيس
أسس بيري مندل، المطور العقاري، مدارس حضانة كيندركير بعد أن توقع أن زيادة أعداد النساء اللائي يدخلن سوق العمل سيزيد الطلب على رعاية الأطفال في سن ما قبل المدرسة. تم افتتاح أول مرفق في 14 يوليو 1969 في صن شاين درايف في مونتغمري، ألاباما لاستيعاب 70 طفلاً. تم افتتاح المرفق الثاني في عام 1970، وغيرت الشركة اسمها مراكز كيندركير للتعلم ، . بحلول عام 1971، كان هناك 19 مركزًا قيد التشغيل وقدمت أول رعاية للأطفال.

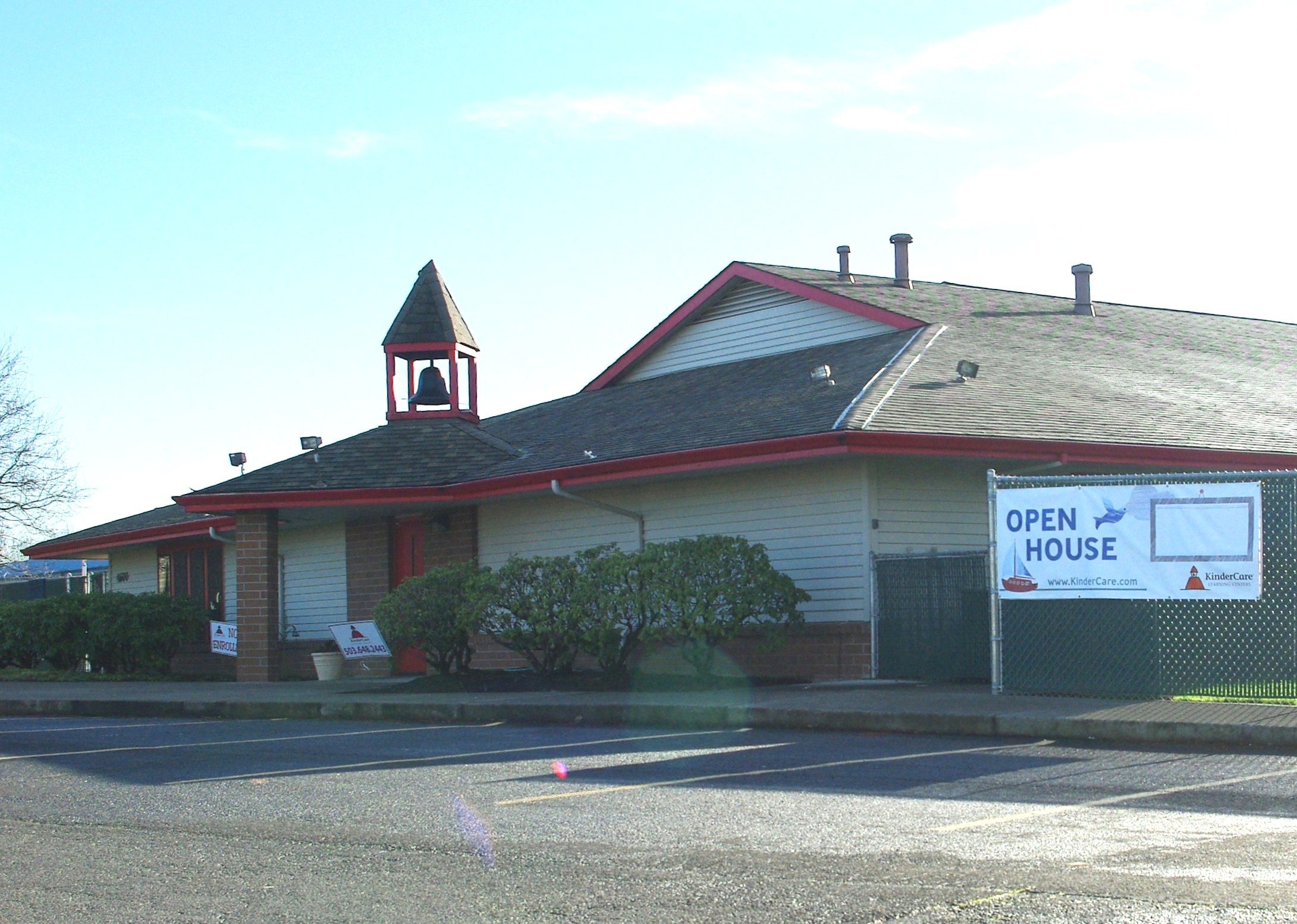
إحدى مدارس الشركة في هيلزبورو بولاية أوريغون
تم طرح الشركة للاكتتاب العام في عام 1972 ؛ بحلول عام 1974، كان لدى الشركة 60 مركزًا في 17 ولاية وأكثر من 500 موظف على مستوى البلاد. جاءت أول عملية استحواذ كبرى للشركة في عام 1977، عندما اشترت 15 منشأة تابعة لـ العاب التعليم. في عام 1979، استحوذت على المدارس التعليم والعيش والتعلم والمدارس التمهيدية الأمريكية. في عام 1985، افتتحت الشركة مركزها رقم 1000.
في عام 1987، أعلنت عن إيرادات سنوية قدرها 900 مليون دولار، وكان المحللون يعلقون على النمو السريع للشركة، ملاحظين أن السهم قد ارتفع من 12 سنتًا للسهم إلى 20 دولارًا عند أعلى مستوى له في منتصف عام 1987. خلال هذا الوقت، كانت كيندركير تتوسع بمعدل مركز جديد كل ثلاثة أيام